# رونالد زوبار

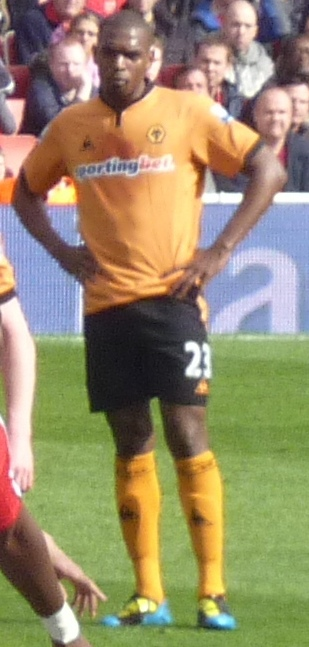
رونالد زوبار

رونالد زوبار (بالفرنسية: Ronald Zubar)‏ (مواليد 20 سبتمبر 1985 في ليس أبيميس - فرنسا) لاعب كرة قدم فرنسي ذو أصول غوادالوبية يلعب حاليا لصالح نادي الدرجة الممتازة وولفرهامبتون واندررز الإنجليزي منذ 2009 في مركز قلب الدفاع كما يجيد اللعب في مركز الظهير الأيمن .

## روابط خارجية
- رونالد زوبار على موقع رابطة كرة القدم الفرنسية للمحترفين (الإنجليزية)
- رونالد زوبار على موقع الدوري الأمريكي (الإنجليزية)
- رونالد زوبار على موقع قاعدة بيانات كرة القدم.إي يو (الإنجليزية)
- رونالد زوبار على موقع ليكيب (الفرنسية)
- رونالد زوبار على موقع ناشيونال فوتبول تيمز (الإنجليزية)
- رونالد زوبار على موقع Soccerbase.com (لاعب) (الإنجليزية)
- رونالد زوبار على موقع Soccerway.com (الإنجليزية)
- رونالد زوبار على موقع عالم كرة القدم.نت (الإنجليزية)
- رونالد زوبار على موقع AS.com (الإسبانية)